# یوزف هلنشتاینر
یوزف هلنشتاینر (آلمانی: Josef Hellensteiner؛ ۲۶ اکتبر ۱۸۸۹ – ۷ دسامبر ۱۹۸۰) دوچرخه‌سوار اهل اتریش بود.  وی در بازی‌های المپیک تابستانی ۱۹۱۲ شرکت کرده است.